# Yueyang
Yueyang (xinès simplificat : 岳阳; xinès tradicional : 岳陽; pinyin: Yuèyáng) és una ciutat-prefectura a l'extrem nord-est de la província de Hunan, República Popular de la Xina, a la riba sud del llac Dongting. Limita al nord amb la provincia de Hubei i a l'est amb la província de Jiangxi.
Yueyang té una àrea administrativa de 14.896 km² i l'àrea de la ciutat és de 304 km². La població era de 5,63 milions d'habitants en el cens de l'any 2015. L'any 2010, 991.465 persones vivien a l'àrea metropolitana formada pel Districte de Yueyanglou i el Districte de Yunxi.
Les atraccions més famoses de la ciutat són la Torre Yueyang i el llac Dongting.

## Història
La zona que avui en dia s'anomena Yueyang ha estat habitada des de fa uns 3.000 anys. Durant l'era de la dinastia Han formava part de la prefectura de Changsha (长沙) i es va convertir en una prefectura pròpia l'any 210 durant el període dels Tres Regnes anomenada Hanchang (汉昌). Durant el turbulent període Jin, Yueyang va perdre l'estatus de prefectura i va patir molts de canvis administratius, i va quedar sotmesa al Comtat de Changsha (Xiàn 县) (aleshores anomenat Wuhan Xian 吴昌 县). L'any 589 es va establir el Comtat de Yueyang (Yueyang Xian 岳阳 县). Amb la dinastia Sui la zona va ser reanomenada prefectura de Yue (Yue Zhou 岳州). Durant la dinastia Song del Sud (1127-1279), Yueyang es va convertir en una prefectura militar i va ser envoltada de murades fortificades per defensar-la dels atacs dels Jin que controlaven el nord de la Xina. L'any 1852 va ser conquistada pels rebels de Taiping en la seva marxa cap a Nanjing.

## Ciutats agermanades
Yueyang manté una relació d'agermanament amb les següents ciutats:
- Numazu, Prefectura de Shizuoka, Japó[2] (1985)  (1985)
- Titusville, Florida, Estats Units (1988)
- Castlegar, Colúmbia Britànica, Canadà (1992)
- Stara Zagora, Bulgària (1992)
- Ciutat de Cockburn, Austràlia Occidental, Austràlia (1998)
- Cupertino, Califòrnia, Estats Units (2005)
- Salinas, Califòrnia, Estats Units (2010)